# RedOne
レッドワン（RedOne、本名：ナディル・カヤト（アラビア語: نادر خياط, Nādir Khayāṭ）、1972年4月9日 - ）は、モロッコ系スウェーデン人の音楽プロデューサー、ミュージシャンである。

## 経歴
ナディル・カヤトは1972年4月9日にモロッコのテトゥアンで生まれた。彼の最初の成功は、モロッコ人アーティスト、アーメッド・シャウキとのミュージックビデオでのコラボレーションとプロデュースによるものであった。
1991年、19歳のときに音楽家としてのキャリアを追求するため、スウェーデンに移住した。
2007年、アメリカ合衆国のニューヨークに拠点を移し、レディー・ガガの楽曲「ジャスト・ダンス」や「ポーカーフェイス」に関わることで注目を集め始めた。
2009年、レディー・ガガと共同プロデュースした楽曲「バッド・ロマンス」は世界的なヒットとなり、彼のキャリアを頂点へと押し上げた。
2010年5月の時点で、「バッド・ロマンス」はYouTubeで2億回以上再生されていた。彼の楽曲はグラミー賞にもノミネートされている。現在、レッドワンの本社はアメリカ合衆国のロサンゼルスにある。
2024年6月、フロレンティーノ・ペレスによってレアル・マドリードの新しい公式アンセムの制作を依頼された。